# Jリーグカレー
Jリーグカレー（ジェイリーグカレー）は、かつて永谷園によって製造・販売されていた子供向けレトルトカレーの商品名。
本項では、同時期に販売されたJリーグふりかけ（ジェイリーグふりかけ）、および2024年のJリーグによる復刻版についても記載する。

## 概要
1993年（平成5年）のJリーグ発足および開幕に際し販売を開始した商品で、同年6月25日、札幌・静岡地区で販売を開始し、のちに全国で販売された。ビーフカレーで、甘口・中辛・辛口の三種類があり、パッケージ色は甘口が黄、中辛が赤、辛口が黒であった。おまけとしてJリーグのマスコットキャラクターのシール（ステッカー）が封入された。栄養素としてカルシウム・鉄分・プロテイン（タンパク質）が含まれていることをアピールしていた。
当時のサッカー人気を反映し、順調な売れ行きを見せた。
1993年11月中旬からは、従来の「Jリーグカレー」に60グラム増量し栄養素を強化した「Jリーグカレー・BIG」が全国で販売された。
1994年（平成6年）には、小学校低学年向けの「Jリーグカレー・NEW」（チキンあまくち・コーンあまくち・ビーフあまくちの三種類）と、小学校高学年から中学生向けの「Jリーグカレー・スーパー」（ビーフ甘口・ビーフ中辛・ビーフ辛口の三種類）が販売された。

### Jリーグによる復刻版
2024年（令和6年）5月15日、Jリーグの日を記念して、同日に開催されるJ1リーグの試合で本製品の復刻版を合計1万個を配布することを同月14日に発表した。復刻版の製造者は永谷園ではないが、永谷園の寛大な対応があり、復刻が実現した。

### Jリーグふりかけ
また、1993年9月10日からは、当商品に続きミニパックふりかけ「Jリーグふりかけ」も販売された（現在は終売）。これはパッケージおよび小袋にJリーグのマスコットキャラクターのイラストが使われており、メニュー名には「おかかでゴール」「さけでシュート」「たまごでキック」「のりでドリブル」とサッカー用語が使われていた。Jリーグカレーと同様に、おまけとしてJリーグのマスコットキャラクターのシールが封入された。
平成5年度の食品ヒット大賞で優秀ヒット賞を受賞した。
バリエーションとして、大袋分包タイプ「J-FURIスーパーホログラムステッカー入り（おかかたまご・さけたまご）」、容器入りタイプ「J-FURI容器入り」も販売された。

## TVコマーシャル
サッカー少年の「まさお」がカレーを食べた瞬間ラモス瑠偉に変身するという、当時の最先端のCGによるモーフィングを使った内容のCMが放送当時話題となった。このモーフィングには3週間を要したという。CM総合研究所調べのCM好感度ランキングでは数か月にわたり連続1位を記録した。
この「まさお」を演じた人物は2017年現在、横浜のレストラン「アメリカンハウス」の店長を務めている。
また、「Jリーグふりかけ」発売時にも複数の少年がラモスに変身する（ラモスのような髪やひげが生える）CMが放送された。
2024年5月14日、前述の復刻版配布を記念して、本CMのリメイク版をYouTubeにて公開した。このCMではラモス瑠偉は勿論のこと、初代の「まさお」を演じた人物も父親役として登場している。